# Sete di giustizia (romanzo)
Sete di giustizia (Salige er de som tørster), pubblicato anche con il titolo La vendetta è un romanzo poliziesco della scrittrice norvegese Anne Holt, il secondo che vede nel ruolo di protagonista l'ispettrice della polizia di Oslo Hanne Wilhelmsen.

## Storia editoriale
Nel 1994 il libro ha vinto il Rivertonprisen (Premio Riverton, assegnato in Norvegia al miglior romanzo giallo
Il libro è stato tradotto in islandese, danese, giapponese, svedese, francese e numerose altre lingue.
In Italia il libro è stato pubblicato nel 1999 dalla casa editrice Hobby & Work; nel 2010, con il titolo La vendetta, è stato riedito dalla Einaudi.

## Trama
perché saranno saziati. Matteo 5,6»
L'ispettrice della polizia di Oslo Hanne Wilhelmsen affronta un curioso caso: ogni sabato sera, in un luogo abbandonato (ma sempre diverso) qualcuno imbratta tutto con molto sangue, ma non sembra ci siano vittime. L'unico particolare che possa aiutare le indagini è un numero scritto con il sangue a poca distanza dal pavimento. Un sabato sera non avviene questo atto vandalico, ma la mattina seguente è denunciato un caso di stupro condotto in modo bestiale. La vittima è una studentessa di nome Kristine Håverstad che, dopo le visite mediche e la deposizione, torna a vivere presso il padre (un dentista vedovo), perché si sente incapace di affrontare la propria casa, dove ha subito tanta violenza.
Hanne e il suo superiore Håkon Sand non sempre sono della medesima opinione sul modo di procedere e non ci sono prove che i cosiddetti "massacri del sabato" siano collegati al caso di stupro. Eppure Hanne, dopo un ulteriore sabato di sangue, comprende che le cose sono sul punto di avere una spiegazione. Infatti, esaminato l'ultimo sito imbrattato, viene alla luce anche il cadavere di una donna asiatica, stuprata allo stesso modo di Kristine e poi uccisa. Il numero tracciato sul muro è riconosciuto come codice per gli stranieri richiedenti asilo politico. Attraverso questo elemento si arriva all'identità di altre donne asiatiche scomparse nel nulla. Un identikit dell'aggressore di Kristine porta a interrogare un impiegato dell'Ufficio Stranieri del Ministero di competenza, ma l'uomo è totalmente estraneo ai fatti e lo può dimostrare.
Mentre il tempo passa, sia Kristine che il padre maturano l'idea di farsi giustizia, poco fiduciosi sull'andamento delle indagini ufficiali. La ragazza un giorno vede per caso l'aggressore e comprende dove egli alloggia. Dal canto suo, il padre ha interrogato tutti i vicini e ha saputo da un vecchietto che, per passare il tempo, prende tutte le targhe delle auto che sostano nella via. Attraverso questi dati, ricopiati per la gentile concessione dell'anziano signore, il dentista apprende recapito e nome dell'uomo che ha rovinato la vita della figlia. Anche la polizia però fa molti passi avanti, in modo particolare hanne riesce ad individuare una potenziale vittima per il sabato in cui è avvenuto lo stupro su Kristine. La donna però, iraniana, è stata messa in carcere senza un motivo plausibile da due giovani poliziotti che poi l'hanno dimenticata. Dopo molte ore, un collega più coscienzioso entrato in servizio, trova la donna in stato di forte shock e segnala la sua presenza ai colleghi di Oslo.
Un affannoso viaggio in elicottero e poi in auto porta la donna iraniana alla presenza di Hanne che riesce a farle dire il nome di chi l'aveva presa di mira: si tratta di un altro poliziotto, della stessa città dove era avvenuto l'abuso giudiziario da lei subito. Con un mandato di irruzione e il consenso di sparare, Hanne e i colleghi si lanciano verso l'abitazione dell'uomo. Ma Kristine e il padre sono arrivati prima e, agendo ciascuno per proprio conto, erano riusciti a terrorizzare lo stupratore e a mutilarlo mortalmente. Ognuno dei due si attribuisce l'intera responsabilità delle sevizie e del delitto, cosa che probabilmente si risolverà in un verdetto mite e forse assolutorio.
Hanne, nella vita privata, è lesbica e convive con una dottoressa di nome Cecilie, alla quale non ha mai permesso di frequentare i suoi colleghi. Ciò è stato motivo di amarezza per Cecilie, ma ora, risolto il caso, Hanne ricorda che ha invitato Håkon Sand, il quale però non può accettare. Allora Hanne si rivolge a Billy T., un collega molto simpatico, e lo invita per il venerdì sera. Billy ha quattro bimbi da quattro donne diverse, ma Hanne li fa venire tutti a cena e avvisa Cecilie di preparare cibi adatti. E si sente, dopo tanto tempo,felice per la soluzione dell'indagine e la prospettiva di passare una serata con un collega e i suoi quattro piccini.

## Opere derivate
Nel 1997 Salige er de som tørster è stato adattato nell'omonimo film televisivo, diretto da Carl Jørgen Kiønig, con Kjersti Elvik nel ruolo di Hanne Wilhelmsen e Lasse Kolsrud in quello di Håkon Sand

## Edizioni in italiano
- Anne Holt, Sete di giustizia, traduzione di Maria Teresa Cattaneo, Hobby & work, Bresso, 1999
- Anne Holt, La vendetta, traduzione di Maria Teresa Cattaneo, Einaudi Torino 2010